# 이든 (1988년)
이든(본명: 김용환, 1988년 9월 22일 ~ )은 대한민국의 싱어송라이터, 음악 프로듀서다. KQ엔터테인먼트 소속. 2012년 솔로 데뷔했다.에이티즈와싸이커스의 음악 프로듀싱팀Eden-ary의 리더이다. 예명은 성경의 정원에서 따왔으며 가장 자연스럽고 기본적인 방식으로 음악을 만들고 싶어한다.

## 생애
어릴 때부터 피아노를 배워, 프레데리크 쇼팽이나 세르게이 라흐마니노프 등에 영향을 받아 음악의 길로 나아가, 클래식 음악의 작곡법을 습득했다. 가수와 작곡가 되기 위해 15살 때 단신서울특별시으로 이사해 독학으로 팝 작곡과 프로듀싱을 배웠다.
2010년 쏘스뮤직에서 프로덕션 팀 Eden Beatz로 2012년 앨범을 발표했다.
22세 무렵에 SS501의 멤버[김준(1987년)|김준]] 등 다른 아티스트의 음악을 제작하였다.이후 군에 입대해 2013년 병역을 마친. 제대 후에는 쏘스뮤직을 떠났다.
KQ엔터테인먼트 스튜디오에 2년 정도 살면서 WOODZ, 비투비멤버현식을 만나 공동 프로듀서로 활동한.
2017년 2월 KQ엔터테인먼트의 서브레벨인 KQ프로듀스와 전속계약을 체결하고 솔로 데뷔 싱글앨범 를 발매했다.
2018년에이티즈, 2023년싸이커스가 데뷔했다.

## 음반
이하의 내용은 공식 웹사이트에 근거한다.

### 싱글 앨범
| 2017年 | URBAN HYMNS | 1. 그 땔 살아 I'm still feat. 권진아 2. Stand Up feat. Babylon |
| 2019年 | Heaven      | 1. Heaven feat. 헤이즈                                         |

### 미니 앨범
| 2018年 | RYU：川  | 1. 93 2. Because You're Pretty 3. Good Night feat. 적재 4. Dance feat. WOODZ 5. Little Bird                  |
| 2019年 | EXHALANT | 1. 너무 사랑해서 사랑할 수 없어 Suffering for Love 2. Killing Me Slowly 3. 3Things feat. Maddox 4. I'm Yours |

### 월간 시리즈
| 2018～2019年 | STARDUST | 1. Lazy Love EDEN×윤하 2. MADNESS HLB×MRSHLL 3. attention EDEN×Jung-in 4. Drive Babylon×WOODZ 5. Lamp Maddox 6. FIREWORKS EDEN×LUCY 7. 미련 신지수 8. Happy New Year My Lover EDEN 9. DON'T MAKE ME WAIT LEEZ×BIBI SOM 10. ROSE EDEN×앨리스 of 헬로비너스 11. AGAIN EDEN×Sophiya 12. Painful EDEN×Blah |

| 2020～2021年 | STARDUST 2 | 1. SOON EDEN×Samuel Seo 2. THE SUN DINDIN 3. FALL IN LUST EDEN×Jiselle 4. Why Don't We EDEN×XQ 5. Luv'ae (Love You Babe) EDEN×Horim 6. Paranoid EDEN×LEEZ 7. Call Me Anytime EDEN×에이티즈×Maddox×Eden-ary 8. TELL ME BYE EDEN×Moah 9. DIVE EDEN×HLB 10. Hold Me EDEN 11. 날 떠나 EDEN×영준 of 브라운 아이드 소울 12. Dancing in the Moonlight EDEN |

### Eden Beatz
| 2012年 | Eden Beatz                         | 1. Running feat. 주희 of 8eight 2. 푹 숙이고 feat. Fly 3. Don't Worry 4. Running Inst. 5. 푹 숙이고 Inst. |
| 2013年 | For Your All Kinds Of Night        | 1. Venus feat. 챈슬러 of 이단옆차기                                                                       |
| 2015年 | For Your All Kinds Of Night Part 2 | 1. 플레이그라운드 feat. 현식 of 비투비                                                                    |

### 사운드트랙
| 2018年 | tvN | 식샤를 합시다3 비긴즈 | 궁금해 |

### 다른 앨범
| 2018年 | Hidden Track No.V | 1. Shall I Stay EDEN 2. I'm Your Puppy Summer Soul |

## 같이 보기
- KQ 엔터테인먼트
- 에이티즈
- 싸이커스